# Estatua de Minerva
Minerva es una imponente estatua de bronce instalada en la azotea del Círculo de Bellas Artes, en Madrid (España). Es una representación de Minerva, la diosa romana de la sabiduría, las artes y la estrategia de la guerra.

## Historia y descripción
En 1964, el proyecto para la estatua —pretendiendo cumplir la visión del arquitecto original Antonio Palacios para la parte superior del edificio— fue otorgado por el Círculo de Bellas Artes a Juan Luis Vasallo.
El conjunto escultórico, representando una figura de pie de la diosa, presenta los atributos característicos asociados a Atenea, como el casco, el escudo, y el búho. Fue esculpida en bronce en Arganda del Rey por Eduardo Capa, un discípulo de Vassallo. Mide 7'50 metros de altura y pesa 3 toneladas.
Tras un gran esfuerzo por transportar una estatua tan pesada hasta la azotea, llamada "Operación Minerva", la estatua fue finalmente colocada en su pedestal el 24 de enero de 1966. Se encuentra 58 metros por encima del nivel de la calle, dominando sobre la intersección entre el calle de Alcalá y la Gran Vía.